# Lista das postagens mais curtidas no Instagram
Esta lista contém as 20 postagens mais curtidas na rede social de compartilhamento de fotos e vídeos no Instagram. A postagem mais curtida no Instagram é o conjunto de fotos publicadas pelo jogador argentino Lionel Messi, após a conquista do tricampeonato mundial na Copa do Mundo FIFA de 2022. A publicação foi curtida por mais de 75 milhões de seguidores até o presente momento. Ela também é a mais curtida de todos os tempos de qualquer site.

## Registro atual
No dia 4 de janeiro de 2019, a conta @world_record_egg postou a foto de um ovo com o objetivo específico de bater o recorde da postagem até então mais curtida do Instagram, uma foto da filha de Kylie Jenner, que chegou a 18,6 milhões de curtidas. Esta foto foi originalmente tirada por Serghei Platanov, que a postou no Shutterstock em 23 de junho de 2015 com o título "ovos isolados no fundo branco".
Em 14 de janeiro de 2019, a postagem do ovo se tornou a mais curtida no Instagram, para a qual o dono da conta do ovo escreveu "Isso é uma loucura. Que hora de estar vivo."  Respondendo à superação de seu recorde, Jenner publicou um vídeo em seu Instagram quebrando um ovo com a legenda: "Pegue aquele pequeno ovo". O fotógrafo original do ovo ficou surpreso com o número de curtidas de sua foto, escrevendo: "Ovo é apenas um ovo."
Em 3 de fevereiro de 2019, foi descoberto que o criador da conta @world_record_egg era Chris Godfrey, que trabalha com publicidade, e seus amigos CJ Brown e Alissa Khan-Whelan.
Porém, em 20 de dezembro de 2022, seu recorde foi superado pela publicação do futebolista argentino Lionel Messi, que comemorava a conquista da Copa do Mundo FIFA de 2022.
Em 18 de dezembro de 2022, o jogador de futebol Lionel Messi postou um compilado com fotos dele erguendo o troféu da Copa do Mundo da FIFA e comemorando com seus companheiros argentinos após a vitória contra a França, em apertada decisão por pênaltis. Messi alcançou 10 milhões de curtidas nos primeiros 39 minutos de compartilhamento. No dia seguinte, a postagem se tornou a mais curtida do Instagram nas primeiras 24 horas de compartilhamento, com 50 milhões de curtidas. Outrossim, também nas primeiras 24 horas tornou-se a mais curtida de todos os tempos para um esportista, quebrando o recorde de Cristiano Ronaldo, cuja foto de 19 de novembro de 2022, dele e Messi jogando xadrez, atingira 42 milhões de curtidas. Em 20 de dezembro de 2022, a postagem alcançou mais de 56 milhões de curtidas, superando o recorde anterior de @world_record_egg. É a primeira (e, até a data desta edição, única) publicação no instagram a alcançar a sexagésima milhonésima curtida.
Dentro de 48 horas após a postagem de Messi, a postagem no Instagram ultrapassou 64 milhões de curtidas, tornando-se, assim, a publicação mais curtida dentre todas as plataformas de rede social, superando a postagem mais curtida no YouTube, o videoclipe da música Despacito, que alcançara 50,2 milhões de curtidas, bem como o recorde anterior, composto por um vídeo no TikTok enviado por Bella Poarch apresentando sua dublagem da música "Sophie Aspin Send", que alcançara 60,3 milhões de curtidas.
Alcançou a incrível marca da septuagésima milhonésima curtida em apenas 03 (três) dias, marca ainda não alcançada por qualquer outra publicação em rede social.
O ovo do antecessor recorde mundial respondeu com “hoje Lionel Messi conquistou a coroa, por enquanto. Mas ainda me resta uma pergunta... Quem é o maior de todos os tempos – Cristiano Ronaldo ou Leo Messi?”
Messi também tem um recorde de sete das 20 postagens mais curtidas, a maioria acerca da Copa do Mundo de 2022 - tema que, aliás, se faz presente em metade do top 10.
A tabela a seguir lista as 20 publicações mais curtidas no Instagram.
Duas contas têm mais de uma postagem mais curtida no top 20: Lionel Messi e Cristiano Ronaldo cada um com 7.
| Posição | Nome da conta           | Dono                                 | Descrição da postagem                                                                | Postagem | Curtidas (milhões) | Data de publicação (UTC) |
| ------- | ----------------------- | ------------------------------------ | ------------------------------------------------------------------------------------ | -------- | ------------------ | ------------------------ |
| 1       | @leomessi               | Lionel Messi                         | Fotos do tricampeonato argentino na Copa do Mundo FIFA de 2022                       |          | 75.3               | 18 de dez de 2022        |
| 2       | @world_record_egg       | Chris Godfrey                        | Foto de um ovo                                                                       |          | 61.1               | 4 de Jan de 2019         |
| 3       | @leomessi               | Lionel Messi                         | Fotos na cama com a Taça da Copa do Mundo                                            |          | 54.4               | 20 de dez de 2022        |
| 4       | @cristiano              | Cristiano Ronaldo                    | Foto do Cristiano Ronaldo e Lionel Messi a jogar xadrez. Publicidade à Louis Vuitton |          | 42.3               | 19 de nov de 2022        |
| 5       | @leomessi               | Lionel Messi                         | Foto com a Taça da Copa do Mundo                                                     |          | 41.7               | 19 de dez de 2022        |
| 6       | @leomessi               | Lionel Messi                         | Foto da Taça da Copa do Mundo na Argentina                                           |          | 34.1               | 21 de dez de 2022        |
| 7       | @cristiano              | Cristiano Ronaldo                    | Anúncio da transferência de Cristiano Ronaldo no Al-Nassr                            |          | 34.1               | 30 de dez de 2022        |
| 8       | @cristiano              | Cristiano Ronaldo                    | Eliminação de Portugal na copa do mundo                                              |          | 33.8               | 11 de dez de 2022        |
| 9       | @xxxtentacion           | XXXTENTACION                         | Foto postada 1 mês antes da sua morte                                                |          | 33.1               | 19 de mai de 2018        |
| 10      | @leomessi               | Lionel Messi                         | Foto do Lionel Messi e Cristiano Ronaldo a jogar xadrez. Publicidade à Louis Vuitton |          | 32.5               | 19 de nov de 2022        |
| 11      | @cristiano @georginagio | Cristiano Ronaldo Georgina Rodríguez | Anúncio da gravidez de gêmeos do casal                                               |          | 32.1               | 28 de out de 2021        |
| 12      | @cristiano              | Cristiano Ronaldo                    | Foto em lamento pela morte de Pelé                                                   |          | 32.0               | 29 de dez de 2022        |
| 13      | @Leomessi               | Lionel Messi                         | Foto a comemorar a qualificação para a Final do Mundial 2022                         |          | 29.4               | 13 de dez de 2022        |
| 14      | @cristiano              | Cristiano Ronaldo                    | Fotos de sua apresentação oficial no Al-Nassr                                        |          | 27.6               | 3 de jan de 2023         |
| 15      | @cristiano              | Cristiano Ronaldo                    | Fotos da partida entre Al-Nassr e Psg                                                |          | 27.6               | 21 de jan de 2023        |
| 16      | @zendaya                | Zendaya                              | Foto de aniversário para o seu namorado Tom Holland                                  |          | 26.3               | 1 de Jun de 2022         |
| 17      | @leomessi               | Lionel Messi                         | Fotos em lamento pela morte de Pelé                                                  |          | 25.8               | 29 de dez de 2022        |
| 18      | @selenagomez            | Selena Gomez                         | Selfie com a legenda "Violet Chemistry"                                              |          | 25.6               | 13 de mar de 2023        |
| 19      | @tomholland2013         | Tom Holland                          | Recriação do meme dos 3 Homem-Aranha                                                 |          | 25.1               | 23 de fev de 2022        |
| 20      | @leomessi               | Lionel Messi                         | Fotos com sua família                                                                |          | 24.3               | 31 de dez de 2022        |